# Ái tình Flops
Ái tình Flops (恋愛フロップス (Luyến ái Flops) Renai Furoppusu, "Cú ngã của tình ái") là một bộ anime truyền hình của Nhật Bản, phim phát sóng trên AT-X và các đài khác tại Nhật Bản từ tháng 10, 2022 cho đến tháng 12, 2022. Tại Việt Nam, phim đã được phát trực tuyến ở trên Bilibili với cùng những tựa đề trên từ 12 tháng 10 đến 28 tháng 12, 2022.
Tác phẩm anime nguyên tác miêu tả một nam sinh trung học bình thường bị vướng phải diễn biến tình yêu với các cô gái.
Một chương trình đặc biệt có sự tham gia của một số diễn viên chính được phát hành vào 22 tháng 1 năm 2023 để kỷ niệm việc hoàn thành phát sóng bộ phim.

## Giới thiệu
"Tình yêu là gì? Một bối cảnh giả tưởng nhưng không phù phiếm.
Kashiwagi Asahi là một nam sinh trung học bình thường có thể dễ dàng bắt gặp ở bất cứ đâu. Một ngày nọ, lời tiên tri của một thầy bói mà cậu đã không cần suy nghĩ sau khi xem trên TV dần trở thành sự thật, những cuộc gặp gỡ rắc rối với các cô gái và lời tỏ tình nối tiếp nhau xảy ra.
Hoa anh đào nở rộ, những ngọn gió tình yêu thổi qua và câu chuyện của tuổi trẻ bắt đầu."

## Nhân vật
Kashiwagi Asahi (柏樹 朝)
Lồng tiếng bởi: Oosaka Ryouta
Izumisawa Aoi (和泉沢 愛生)
Lồng tiếng bởi: Itou Miku
Amelia Irving (アメリア・アーヴィング)
Lồng tiếng bởi: Taketatsu Ayana
Irina Ilyukhina (イリーナ・イリューヒナ)
Lồng tiếng bởi: Takahashi Rie
Bai Mongfa (バイ・モンファ, 白 夢華, "Bạch Mộng Hoa")
Lồng tiếng bởi: Kanemoto Hisako
Karin Istel (カリン・イステル)
Lồng tiếng bởi: Kouno Marika
Lovelin (ラブリン)
Lồng tiếng bởi: Izawa Shiori
Ijuin Yoshio (伊集院 好雄)
Lồng tiếng bởi: Fukuyama Jun
Yoshino Feynman (好乃・ファインマン)
Lồng tiếng bởi: Fujii Yukiyo
Izawa Ai (井澤 愛)
Lồng tiếng bởi: Itou Miku
Ubukata (生方)
Lồng tiếng bởi: Shimoji Shino

## Nhân viên
- Nguyên tác - Love Flops Project[6]
- Đạo diễn - Nagayama Nobuyoshi[6]
- Trợ lý đạo diễn - Asari Fujiaki, Yui Midori[6]
- Biên kịch series, kịch bản - Yasumoto Ryou[6]
- Thiết kế nhân vật, tổng đạo diễn hoạt họa - Ueda Kazuyuki[6]
- Thiết kế màu sắc - Suzuki Sakie[6]
- Thiết lập nghệ thuật - Tsunadou Eiko[6]
- Đạo diễn nghệ thuật - Kusanagi[6]
- Đạo diễn hình ảnh - Hayashi Kouji[6]
- 3D - Yamada Taro (cre-p)[6]
- Biên tập - Tan Ayako, Niinuma Nami[6]
- Đạo diễn âm thanh - Hirasawa Hisayoshi[6]
- Hiệu ứng âm thanh - Inomata Yasushi[6]
- Sản xuất âm thanh - Magic Capsule[6]
- Âm nhạc - Suehiro Kenichirou[6]
- Sản xuất âm nhạc - KADOKAWA
- Hãng phim - Passione[6]
- Ban sản xuất Renai Flops[6]

## Bài hát chủ đề
「Love? Reason why!!」鈴木このみ
Chủ đề mở đầu "Love? Reason why!!" trình bày bởi Suzuki Konomi (鈴木このみ). Lời, nhạc bởi Q-MHz. Biên soạn nhạc bởi Yuuki Kishida, Q-MHz.
「Flop Around」
Chủ đề kết thúc "Flop Around" trình bày bởi Izumisawa Aoi (Itō Miku), Karin Istel (Kōno Marika), Irina Ilyukhina (Takahashi Rie), Bai Mongfa (Kanemoto Hisako), Amelia Irving (Taketatsu Ayana). Lời, nhạc và biên soạn nhạc bởi Suzuki Hiroaki.
Đoạn đầu và đoạn cuối là phần solo, người hát phần solo sẽ thay đổi tùy theo tập được phát sóng. Trong tập 7, không có người hát thay vào đó là phần trình bày bằng nhạc khí.
Trong đĩa CD, phần độc tấu do từng người hát luân phiên và nối tiếp nhau.
「lost in the white」
Chủ đề kết thúc từ tập 8 "lost in the white" trình bày bởi Izawa Ai (Itou Miku). Lời bởi quiko. Nhạc và biên soạn nhạc bởi Ishikura Takayuki.
Video kết thúc mô tả thời thơ ấu của Amelia Irving, Kashiwagi Asahi, Izumisawa Aoi, Bai Mongfa,  Irina Ilyukhina, Karin Istel và Izawa Ai.
「With You」
Nhạc phim tập 12 là "With You" trình bày bởi Izawa Ai (CV: Itō Miku). Lời, nhạc, biên soạn nhạc bởi Tachibana Ryosuke và  Shinozaki Ayato.
Mô tả cảm tình không hề thay đổi giữa Ai và Asahi.

## Danh sách các tập
| #                                                                                               | Tựa đề | Đạo diễn                  | Phân cảnh          | Ngày phát sóng đầu |
| ----------------------------------------------------------------------------------------------- | --- | ------------------------- | ------------------ | ------------------ |
| 1                                                                                               | Đừng có làm ẩu! Bị điên à?! (ガッツくなよ、ヘタクソかよ)                                                                  | Asari Fujiaki, Yui Midori | Nagayama Nobuyoshi | 12 tháng 10, 2022  |
| 2                                                                                               | Mỗi người đều có sở thích và thói quen khác nhau mà (趣味とか性癖とか人それぞれだと思うし)                                | Komatsu Mika              | Nagayama Nobuyoshi | 19 tháng 10        |
| 3                                                                                               | Không được! không phải chỗ đó, theo cách như vậy! (ダメ！そんなところ そんな風に)                                         | Moritomo Hiroki           | Takahashi Naruse   | 26 tháng 10        |
| 4                                                                                               | Khủng quá! To quá! (すげーんだよ でけーんだ！)                                                                            | Takemoto Daiki            | Takahashi Takeo    | 2 tháng 11         |
| 5                                                                                               | Người phụ nữ tuyệt vời khiến ta run lẩy bẩy. (胴震いするようなイイ女だぜ)                                                 | Tadano Hito               | Morimoto Ikurou    | 9 tháng 11         |
| 6                                                                                               | Không thấy hai hòn! Chim cũng vậy! (タマがねぇ...!! チ...チンも...)                                                       | Moritomo Hiroki           | Morimoto Ikurou    | 16 tháng 11        |
| 7                                                                                               | Tính phí thêm giờ bây giờ! (延長料金とられんぞ)                                                                           | Takada Yuuta              | Nagayama Nobuyoshi | 23 tháng 11        |
| 8                                                                                               | Nhanh quá thì bị ghét, nhưng chậm quá thì người ta cũng không thích đâu. (早いのも嫌われるけど、遅過ぎるのも嫌がられんぞ) | Kubo Tarou                | Ishiguro Tatsuya   | 30 tháng 11        |
| 9                                                                                               | Mẹ rủ chơi trò em bé kìa. (ママから赤ちゃんプレイのお誘いだぞ)                                                            | Kubo Tarou                | Yoshikawa Hiroaki  | 7 tháng 12         |
| 10                                                                                              | Quả nhiên để trần nguy hiểm quá! (やっぱりナマはキケンゴム)                                                               | Saga Satoshi              | Yoshikawa Hiroaki  | 14 tháng 12        |
| 11                                                                                              | Thật mừng vì đã gặp được cậu (あなたに会えてよかった)                                                                     | Takemoto Daiki            | Itadaki Shinji     | 21 tháng 12        |
| 12                                                                                              | Ít nhất thì mặc đồ lót vào coi (せめてパンツくらいはいたらどうだい)                                                       | Asari Fujiaki             | Morimoto Ikurou    | 28 tháng 12        |
| Tựa đề tiếng Việt được lấy từ Bilibili. Ngày phát sóng tiếng Việt trùng với ngày phát sóng đầu. | |                           |                    |                    |

## Blu-ray
| # | Ngày phát hành tiếng Nhật | Bao gồm    | Mã tiếng Nhật |
| # | Ngày phát hành tiếng Nhật | Bao gồm    | Blu-ray Box   |
| - | ------------------------- | ---------- | ------------- |
| 1 | Dự kiến 25 tháng 1, 2023  | Tập 1 - 6  | ZMAZ-16291    |
| 2 | Dự kiến 24 tháng 3, 2023  | Tập 7 - 12 | ZMAZ-16292    |

## Web Radio
Web Radio, tiêu đề Renai Flops Radio Oide yo! Asahinchi (『恋愛フロップス』ラジオ おいでよ！あさひんち), 2 trong số 3 người tham gia Oosaka Ryouta (vai Kashiwagi Asahi), Kouno Marika (vai Karin Istel) và Itou Miku (đóng vai Izumisawa Aoi) sẽ thay phiên nhau phụ trách mỗi lần (ngoài ra, một số lần có những khách mời) đã được phát trên Onsen từ 11 tháng 10, 2022 đến 10 tháng 1, 2023.

## Manga
Manga do Ishizaka Ryuudai vẽ đang đăng mỗi kì từ số 13 năm 2022 tại tạp chí Young Animal (Hakusensha).
- Renai Flops - Ishizaka Ryuudai (vẽ), Love Flops Project (nguyên tác). Hakusensha <Young Animal Comics>. 2 tập đã được phát hành (tính đến 27 tháng 12, 2022)

| # | Ngày phát hành tiếng Nhật | ISBN tiếng Nhật   |
| - | ------------------------- | ----------------- |
| 1 | 29 tháng 9, 2022          | 978-4-592-16616-0 |
| 2 | 27 tháng 12, 2022         | 978-4-592-16617-7 |